# Rame (Snap!)
Rame è un singolo del gruppo musicale tedesco Snap!, pubblicato il 25 febbraio 1996 come quarto e ultimo estratto dal terzo album in studio Welcome to Tomorrow.

## Tracce
7" Single
1. Rame (Original Version) – 3:54
2. Rame (Slomo Version) – 4:01

12" Single
1. Rame (12" Extended) – 5:50
2. Rame (Resistance D. Remix) – 7:22

CD Maxi
1. Rame (Original Version) – 3:54
2. Rame (Slomo Version) – 4:01
3. Rame (Resistance D. Remix) – 7:22
4. Rame (80% Stereo Mix) – 6:17

## Classifiche
| Classifica (1996) | Posizione massima |
| ----------------- | ----------------- |
| Austria           | 34                |
| Belgio (Fiandre)  | 24                |
| Germania          | 34                |
| Paesi Bassi       | 28                |
| Regno Unito       | 50                |
| Svezia            | 40                |